# 島村 (群馬県)
島村（しまむら）は、群馬県の南部、佐波郡に属していた村。

## 地理
- 河川：利根川

## 歴史
- 1889年（明治22年）4月1日 - 町村制施行により、佐位郡島村が単独で自治体を形成。
- 1896年（明治29年）4月1日 - 佐波郡の所属となる。
- 1955年（昭和30年）3月1日 - 境町・采女村・剛志村と新設合併し、改めて境町が発足。同日島村廃止。